# Eduardo Daniel Sontag
Eduardo Daniel Sontag (Buenos Aires, 16 de abril de 1951) é um matemático estadunidense nascido na Argentina, Distinguished University Professor da Universidade do Nordeste, que trabalha nas áreas de teoria de controle, sistemas dinâmicos, biologia sistêmica, câncer e imunologia, ciência da computação teórica, redes neurais e biologia computacional.

## Biografia
Sontag obteve uma licenciatura no Departamento de Matemática da Universidade de Buenos Aires em 1972, e um Ph.D. em matemática, orientado por Rudolf Kalman no Center for Mathematical Systems Theory da Universidade da Flórida em 1976.
Foi palestrante convidado do Congresso Internacional de Matemáticos em Zurique (1994: Spaces of observables in nonlinear control).

## Publicações
Publicou três livros e é um dos pesquisadores mais citados do ISI.
- 1972, Topics in Artificial Intelligence (em espanhol, Buenos Aires: Prolam, 1972)
- 1979, Polynomial Response Maps (Berlim: Springer, 1979).
- 1989, Mathematical Control Theory: Deterministic Finite Dimensional Systems (Texts in Applied Mathematics, Volume 6, 2.ª Edição, Nova Iorque: Springer, 1998)